# ルイ13世 (コニャック)
ルイ13世 (Louis XIII) は、フランスのシャラント県コニャックを拠点とする企業であるレミーマルタン・ハウスが生産するコニャック。レミーマルタン・ハウスはワイン醸造業を営んでいたレミー・マルタンによって1724年に設立された。

## 歴史

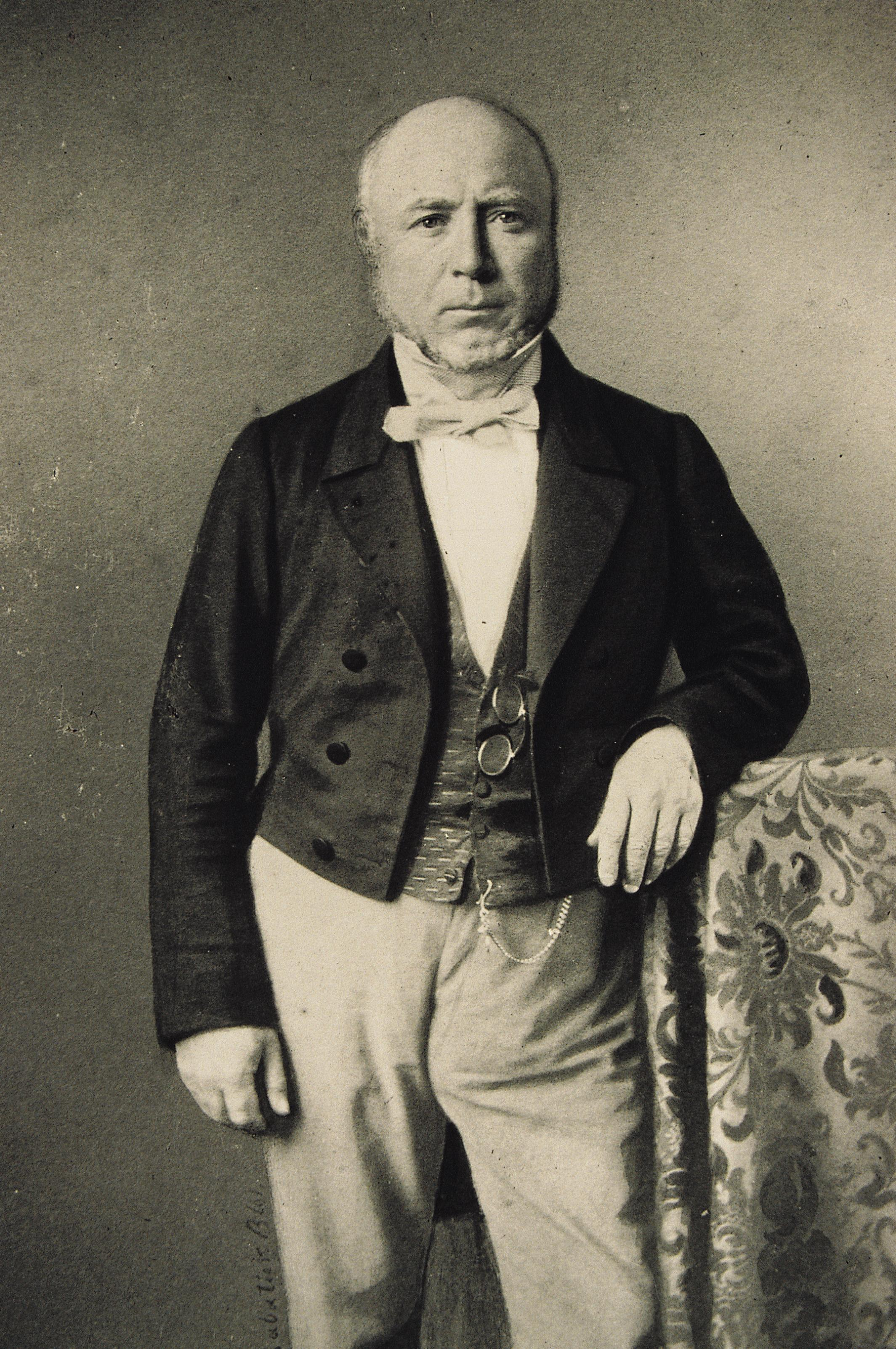
ポール・エミール・レミー・マルタン

ルイ13世の特徴的なデキャンタの由来は19世紀に遡る。シャルナント川河畔のジャルナックで1569年に勃発したジャルナックの戦いの戦場跡地とされる場所で、とある金属フラスクが発見された。5代目レミー・マルタンはこれに注目し、1874年のレミーマルタン・ハウスの創業150周年を記念してそのフラスクを模したガラス製のレプリカを製作し、「グランド・シャンパーニュ・ヴェリー・オールド」と名付けたコニャック（熟成年数不明）に使用した。現在の名称「ルイ13世」は、その在位中にオー・ド・ヴィーの販売を推奨したフランス王ルイ13世に敬意を表して後から付けられた。

## 醸造
レミーマルタン・ハウスの現在のセラー・マスターであるバティスト・ロワゾーは2014年に34歳でその役職に就任し、アンドレ・ルノー、アンドレ・ジロー、ジョルジュ・クロ、ピエレット・トリシェらの跡を継いだ。1874年のオリジナル以来、代々のセラー・マスターが、最も古く、最も上等なオー・ド・ヴィーをルイ13世のために貯蔵することになっている。現在はバティスト・ロワゾーが熟成させるためのハウスの最良のオー・ド・ヴィーの選定を任され、そのいくつかは100年後のルイ13世のブレンドに使用されるかもしれない。ルイ13世の最終的なブレンドは1200種以上のオー・ド・ヴィーで構成され、100%グランド・シャンパーニュ産である。